# هشام خلیل
هشام خلیل (انگلیسی: Hisham Khalil؛ زادهٔ ۸ نوامبر ۱۹۶۳) بازیکن بسکتبال اهل مصر بود.